# Посвящение Михею
«Посвящение Михею» — альбом-трибьют певцу Михею, выпущенный музыкальным лейблом Первое музыкальное 29 января 2013 года.
Согласно обзору газеты КоммерсантЪ, "…"Посвящение Михею", записанное коллегами и продолжателями со всей возможной аккуратностью и пиететом, — это альбом не только о том, что было, но и о том, чего не произошло, о том, что не написалось и не спелось".

## Список композиций
| №   | Название                  | Исполнитель             | Длительность |
| --- | ------------------------- | ----------------------- | ------------ |
| 1.  | «Кошка»                   | Банд’Эрос               | 3:27         |
| 2.  | «Рыбка»                   | Ева Польна              | 3:45         |
| 3.  | «Для тебя»                | Бумбокс, Pianoбой, ТНМК | 4:33         |
| 4.  | «Favorite Color»          | Пицца                   | 2:02         |
| 5.  | «Плачет по тебе»          | Даша Суворова           | 3:57         |
| 6.  | «Мы дети большого города» | СерьГа                  | 3:47         |
| 7.  | «Так чисто»               | Иван Дорн               | 3:30         |
| 8.  | «Mama RMX»                | DJ LA                   | 3:39         |
| 9.  | «Сука Любовь»             | Ёлка                    | 4:37         |
| 10. | «Достоин»                 | Nanik                   | 5:24         |
| 11. | «Любовь остаётся»         | Инна Стил               | 3:52         |
| 12. | «Туда»                    | Змей, Жара, Чаян Фамали | 4:44         |
| 13. | «По волнам»               | Via Chappa              | 3:36         |
| 14. | «Мама»                    | Баста                   | 4:37         |

## Чарты
Пластинка попала на второе место среди самых востребованных альбомов российского чарта музыкального магазина iTunes за период с 28 января по 3 февраля 2013 года. На следующей неделе (с 3 по 11 февраля) альбом опустился на 9 место.